# R Horologii

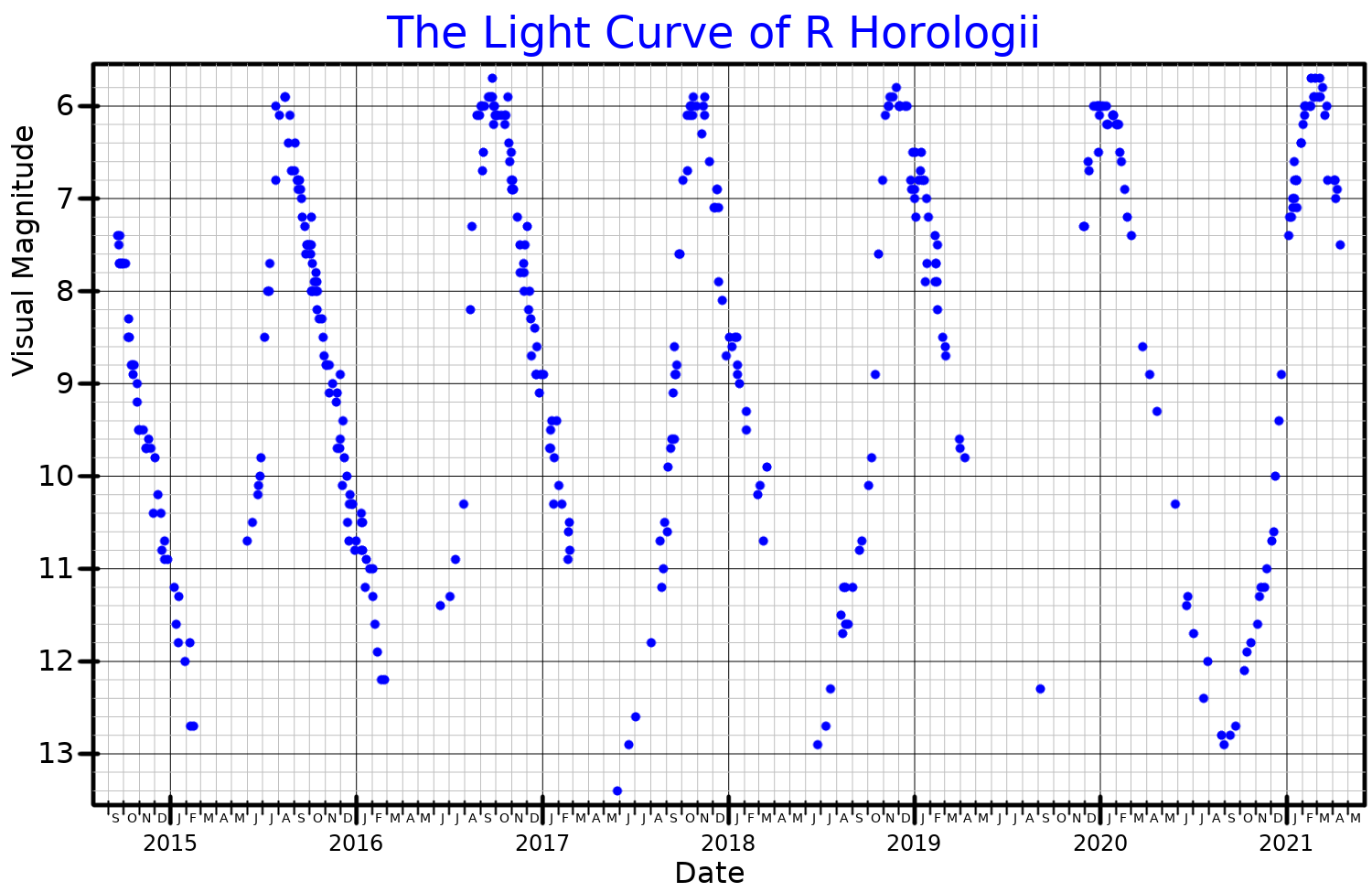
La curva de luz de R Horologii a partir de datos de banda V de AAVSO

R Horologii (R Hor / HD 18242 / HR 868 / HIP 13502) es una estrella variable en la constelación de Horologium. Cuando alcanza su brillo máximo —magnitud aparente +4,7— es la segunda estrella más brillante de su constelación después de α Horologii. Se encuentra a unos 1000 años luz de distancia del sistema solar.
R Horologii es una gigante roja de tipo espectral M7 IIIe.
Es una variable Mira cuyo brillo oscila entre magnitud +4,7 y +14,3, siendo una de las variables de este tipo más brillantes del hemisferio sur.
Su período, de 407,6 días, parece haber aumentado con el tiempo, ya que anteriormente era de 401,5 días. Las variables Mira, llamadas así por la estrella Mira (ο Ceti), son estrellas en los últimos estadios de su evolución cuya inestabilidad proviene de pulsaciones en su superficie que provocan cambios en su color y brillo. En un futuro no muy lejano R Horologii expulsará definitivamente sus capas exteriores y formará una nebulosa planetaria, quedando como remanente estelar una enana blanca en su centro.
Al igual que otras variables Mira como L2 Puppis, S Orionis o U Orionis, R Horologii muestra emisión máser de monóxido de silicio.